# Hans-Joachim Niemann
Hans-Joachim Niemann, nemški filozof, * 1941, Kiel.
Najbolj je znan po razvoju metodologije kritičnega racionalizma, ki se jih uporablja na področju metafizike in etike.
Diplomiral je leta 1970 iz fizikalne kemije in leta 1972 doktoriral iz laserske kemije.